# Филип Ернст фон Изенбург-Бюдинген
Филип Ернст фон Изенбург-Бюдинген (на немски: Philipp Ernst von Isenburg-Büdingen; * 27 януари 1595; † 16 август 1635 в Ханау) е граф на Изенбург-Бюдинген-Бирщайн.
Той е син на граф Волфганг Ернст I фон Изенбург-Бюдинген (1560 – 1633), бургграф на Гелнхаузен, и първата му съпруга графиня Анна фон Глайхен-Ремда (1565 – 1598), дъщеря на граф Йохан IV фон Глайхен-Ремда († 1567) и Катарина фон Плесе.
Брат е на Волфганг Хайнрих (1588 – 1635), граф на Изенбург-Бюдинген-Бирщайн, Филип Лудвиг I (1593 – 1593), граф на Изенбург-Бюдинген, и Вилхелм Ото (1597 – 1667), граф на Изенбург и Бюдинген. По-голям полубрат е на Йохан Ернст (1625 – 1673), граф на Изенбург-Бюдинген.
Филип Ернст умира от епидемия на 16 август 1635 г. в Ханау и е погребан там.

## Фамилия
Филип Ернст фон Изенбург-Бюдинген се жени на 19 юни 1619 г. за графиня Анна фон Насау-Диленбург (* 24 ноември 1594 в Диленбург; † 11 февруари 1660 в Бирщайн), дъщеря на граф Йохан VI фон Насау-Диленбург (1536 – 1606) и графиня Йоханета фон Сайн-Витгенщайн (1561 – 1622). Те имат една дъщеря:
- Анна Йоханета фон Изенбург-Бюдинген (* 31 юли 1621; † 16 август 1622 в Бюдинген)

Брат му Вилхелм Ото (1597 – 1667) се жени 1648 г. за графиня Анна Амалия (1599 – 1667), сестра на съпругата му Анна.